# Sousceyrac
Sousceyrac – miejscowość i dawna gmina we Francji, w regionie Oksytania, w departamencie Lot. W 2013 roku jej populacja wynosiła 916 mieszkańców.
W dniu 1 stycznia 2016 roku z połączenia pięciu ówczesnych gmin – Calviac, Comiac, Lacam-d’Ourcet, Lamativie oraz Sousceyrac – utworzono nową gminę Sousceyrac-en-Quercy. Siedzibą gminy została miejscowość Sousceyrac.